# PSZH
A D–944 PSZH az 1960-as évek elején Magyarországon, a FUG alapján kifejlesztett, 4×4 hajtásképletű, úszóképes páncélozott szállító harcjármű (PSZH). A Magyar Néphadseregnél, a BM Határőrségnél és a Rendőrségnél volt rendszeresítve. A teljes egészében hegesztett acél szerkezetű D–944 PSZH 1966-ban jelent meg (a Nyugat kezdetben felderítő járműnek vélte). Az úszóképes páncélozott szállító harcjárművet vízen két vízsugárhajtómű hajtja meg. A D–944 hat katonát szállíthat, akik a jármű oldalain lévő kis méretű ajtókon tudnak be-, illetve kiszállni. A típust ellátták infravörös éjjellátó berendezéssel, valamint a kerekek légnyomását szabályozó rendszerrel, emellett teljes körű atom-, biológiai- és vegyi (ABV) védelemmel. A D–944-nek van parancsnoki, mentő és atom-, biológiai- és vegyi felderítő változata is.

## Jellemzők
A négyhengeres, Csepel D 414.44 dízelmotor a jármű hátsó részében kapott helyet, a deszanttértől teljesen elkülönítve. A motortérben foglal helyet továbbá két, egyenként 90 literes üzemanyagtartály is. A járművet ellátták két TVN–2 infrareflektorral, egyiket a fegyverzet mellé, a másikat pedig a torony tetejére szerelték. A torony hátuljára az R–113 rádióhoz tartozó antenna került.

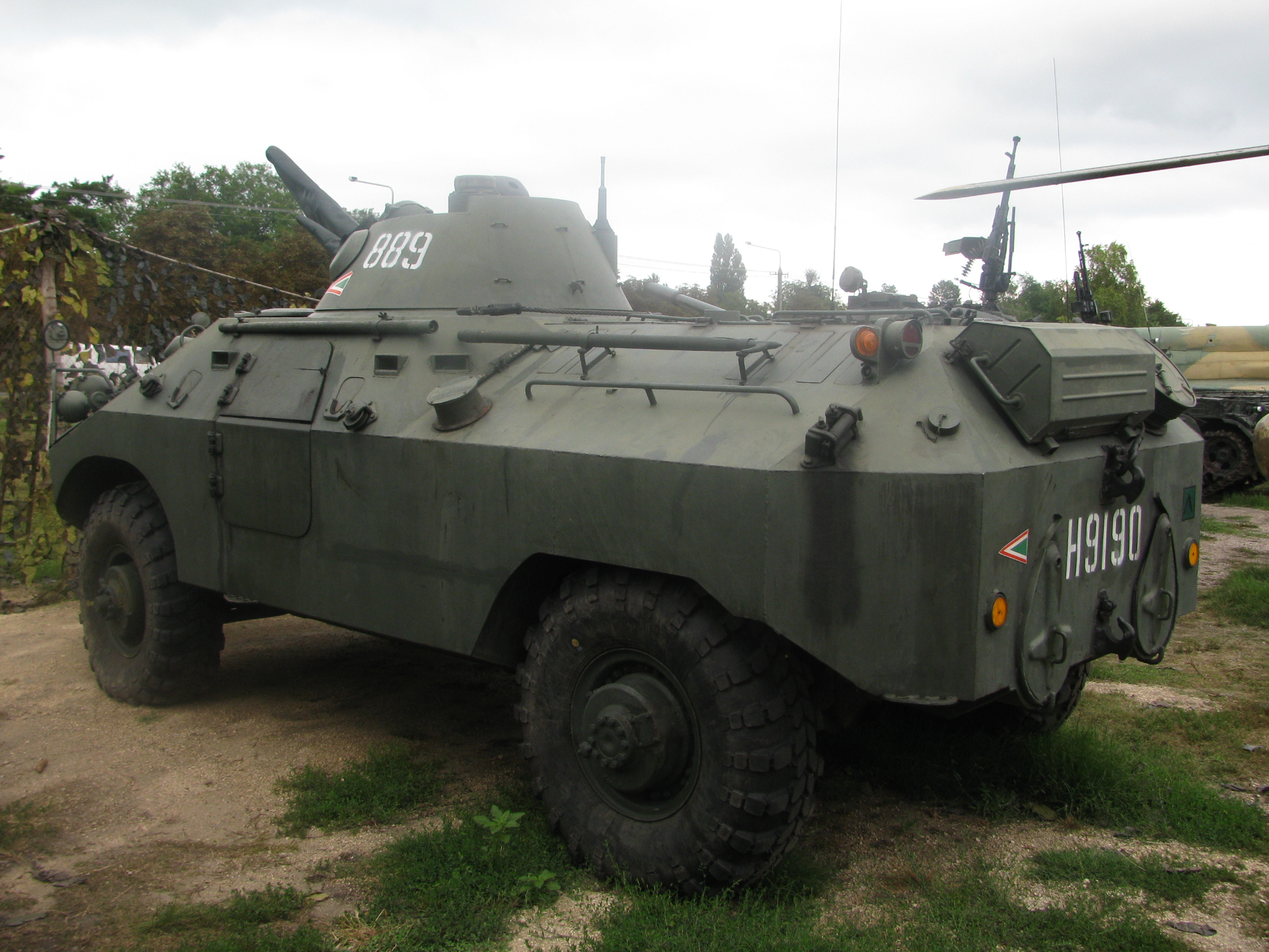

## Fegyverzet
A páncélost kézi meghajtású, forgatható toronnyal látták el, ebbe egy 14,5 mm-es KPVT géppuskát, és egy koaxiális 7,62 mm-es KGKT géppuskát építettek, KM–1 típusú irányzékkal. A fegyverek emelkedési szöge -5° -tól +30° -ig terjed.

## Típusváltozatok
- D–944.00 PSZH – Alapváltozat.
- D–944.77 PSZH – A határőrség és belbiztonsági szervek számára átépített változat.
- D–944.00M PSZH–M (1988) – D–944.00 változat korszerűbb R–123 rádióval, és KGKT géppuska helyett PKT géppuskával. Emellett egy erősebb, 110 LE D–414.44/2 motor is helyet kapott.
- D–944.00M PSZH–F – Felderítő változat.
  - D–944.31M SZDPK–PSZH – D–944.00M változaton alapuló századparancsnoki jármű, 2 darab R–123 rádióval, és egy R–107 rádióval a deszanttérben ahol azonban csak két személynek van hely, egy rádiókezelőnek és egy térképésznek.
  - D–944.21M ZPK–PSZH –  D–944.00M változaton alapuló zászlóalj-parancsnoki szállítójármű, további rádió adó-vevőkkel – két R–123 egy R–130 és két R–107 –, emellett antennákkal amik a harcjármű oldalain kerültek elhelyezésre.
  - D–944.22M ZTÖF–PSZH – D–944.00M változaton alapuló parancsnoki szállítójármű, további rádió adó-vevőkkel – egy R–123, egy R–130 és két R–107 –, emellett antennákkal amik a harcjármű oldalain kerültek elhelyezésre.
  - D–944.21M OPK–PSZH – D–944.00M változaton alapuló tüzérségi parancsnoki jármű. Ez a típus három R–123MT típusú rádióval lett felszerelve, egy ET–68 lézeres távolságmérő a KPVT helyén, egyéb tüzérségi felderítő berendezések.

### Külföldi típusváltozatok
- OT–66 (Obrnený Transporter vzoru 66) – A D–944 változat Csehszlovákiában használt megnevezése.
- D–944.40 PSZH–IV – A kelet-német határőrség számára gyártott export változat. Későbbi megnevezése SPW-PSH (Schützenpanzerwagen).
- D–944.50 PSZH–IV – Irak számára szállított exportváltozat.
- D–944.53 PSZH–IV – Irak számára szállított parancsnoki változat.

## Rendszeresítő államok
- Magyarország – kivonva, raktárban.
- Irak – 150 db mind leselejtezve vagy megsemmisítve.
- NDK – 1363 db a különböző változatokból (D–944 PSZH, PSZH–Ch, PSZH–IV és PSZH–IV–10). Az NDK felbomlása után az egyesült Németországhoz kerültek, itt leselejtezték vagy eladták őket.
- Csehszlovákia